# 포그 인 어거스트
포그 인 어거스트(Nebel im August, Fog in August)는 독일에서 제작된 카이 베셀 감독의 2016년 드라마 영화이다. 세바스티안 코치 등이 주연으로 출연하였다.

## 출연

### 주연
- 세바스티안 코치
- 데이비드 베넨
- 헨리에트 콘퓨리우스
- 이보 피에츠커

### 조연
- 프리치 하벌란트
- 줄 헤르만

## 제작진
- 미술: 크리스토프 캔터